# Erythrina thyrsiflora
Erythrina thyrsiflora är en ärtväxtart som beskrevs av Gomez-laur. och L.D.Gomez. Erythrina thyrsiflora ingår i släktet Erythrina och familjen ärtväxter. Inga underarter finns listade i Catalogue of Life.